# Anton Phillips
Pour les articles homonymes, voir Phillips.
Anton Phillips est un acteur britannique et un metteur en scène de pièces de théâtre né le 31 octobre 1943 à Kingston, en Jamaïque.
Né en Jamaïque, Anton Phillips déménage à Washington puis au Royaume-Uni où il suit des cours à l'école d'art dramatique Rose Bruford College. Abonné aux rôles de docteur, il est surtout connu du grand public pour le personnage du Docteur Bob Mathias, l'adjoint de Barbara Bain dans la série télévisée Cosmos 1999.

## Filmographie
- The Bill : Trevor Lennox (1 épisode, 2007)
- Casualty : Errol Walmsley (1 épisode, 1993)
- Between the Lines : Docteur Moore (1 épisode, 1992)
- Strangers : un docteur (1 épisode, 1980)
- ITV Playhouse : un docteur (2 épisodes, 1977-1980)
- Armchair Thriller : un barman, Roger (2 épisodes, 1978-1980)
- Tigers Are Better Looking (1979)
- Le Retour du Saint (Return of the Saint) : un docteur (1 épisode, 1978)
- Hôpital central (General Hospital) : Docteur Alan Wilson (1977-1979)
- Softly Softly : Jackson (2 épisodes, 1975-1976)
- Cosmos 1999 (Space: 1999) : Docteur Bob Mathias (24 épisodes, 1975-1976)
- The Crezz : Clarence Henderson (3 épisodes, 1976)
- Alien Attack : Docteur Bob Mathias (1976)
- Cosmic Princess : Docteur Bob Mathias (1976)
- Journey Through the Black Sun : Docteur Bob Mathias (1976)
- Barlow at Large : Alex (1 épisode, 1974)
- Warship : AB Wallace (1 épisode, 1973)